# Scott Perras
Scott Anthony Perras (* 25. Oktober 1983 in Regina) ist ein ehemaliger kanadischer Biathlet.
Scott Perras lebt in Regina und startet für das Team Biathlonschool.com/Biathlon Saskatchewan. Sein Trainer ist Richard Boruta. Wie viele Biathleten kam er zum Sport, nachdem er die Sportart im Fernsehen bei Olympischen Spielen kennengelernt hatte. Seit 2003 trainierte er den Sport intensiv und konnte einen ersten Erfolg schon 2004 mit dem Gewinn des Vizemeistertitels im Sprint der kanadischen Junioren erreichen. 
Seit 2005 tritt Perras in internationalen Rennen für sein Heimatland an. Sein erstes Rennen im Biathlon-Europacup bestritt er bei einem Sprintrennen in Langdorf, wo er 33. wurde. Bei einem Super-Sprint in Gurnigel belegte er noch im selben Jahr erstmals eine Platzierung unter den besten Zehn, allerdings in einem unterbesetzten Europacup. Sein Weltcupdebüt feierte der Kanadier zum Auftakt der Saison 2007/08 in Kontiolahti. Bei seinem ersten Rennen, einem Einzel, wurde er 104., im folgenden Sprint schon 70. Bei der nächsten Weltcupstation in Hochfilzen erreichte er mit der Staffel den 13. Rang. Gegen Ende der Saison erreichte Perras mit Rang 43 im Sprint von Pyeongchang sein bis dahin bestes Ergebnis in einem Weltcuprennen, das er am Anfang der folgenden Saison in Östersund bei einem noch besser besetzten Starterfeld wiederholen konnte. Kurz zuvor startete er bei den Biathlon-Weltmeisterschaften 2008 in Östersund, seinen ersten Welttitelkämpfen. Im Einzel lief der Kanadier auf Platz 75, im Sprint auf 95 und mit der Staffel wurde er 21. Den ersten internationalen Titel gewann er bei den Nordamerikanischen Meisterschaften im Skiroller-Biathlon 2008 im kanadischen Canmore. Mit Platz fünf im Sprint und vier in der Verfolgung erreichte er weitere gute Platzierungen. Bei den Biathlon-Weltmeisterschaften 2009 in Pyeongchang wurde Perras 107. des Einzels, 82. des Sprints und mit Robin Clegg, Brendan Green und Jean-Philippe Leguellec Staffel-16.
In Pokljuka konnte Perras in der Saison 2009/10 mit Rang 32 in einem Einzel erstmals in die Punkteränge laufen. Die Teilnahme an den Olympischen Winterspielen 2010 in seiner kanadischen Heimat verpasste er dennoch. Die Saison 2010/11 wurde zu Perras bester Saison. In Fort Kent konnte er mit Rang 30 sein bis dahin bestes Weltcup-Resultat erreichen. Insgesamt erreichte er sechs Platzierungen in den Punkten und wurde 68. der Gesamtwertung. Bei den Biathlon-Weltmeisterschaften 2011 in Chanty-Mansijsk wurde er 49. des Einzels, 34. des Sprints, 31. der Verfolgung und mit Green, Leguellec und Nathan Smith Elfter des Staffelrennens. Zum Abschluss der Saison gewann er in Charlo bei den kanadischen Meisterschaften den Titel im Einzel. 2012 verbesserte er in Antholz mit einem 29. Rang in einem Sprintrennen eine neue beste Weltcup-Platzierung.

## Biathlon-Weltcup-Platzierungen
Die Tabelle zeigt alle Platzierungen (je nach Austragungsjahr einschließlich Olympische Spiele und Weltmeisterschaften).
- 1.–3. Platz: Anzahl der Podiumsplatzierungen
- Top 10: Anzahl der Platzierungen unter den ersten zehn (einschließlich Podium)
- Punkteränge: Anzahl der Platzierungen innerhalb der Punkteränge (einschließlich Podium und Top 10)
- Starts: Anzahl gelaufener Rennen in der jeweiligen Disziplin
- Staffel: inklusive Mixed- und Single-Mixed-Staffeln

| Platzierung         | Einzel | Sprint | Verfolgung | Massenstart | Staffel | Gesamt |
| ------------------- | ------ | ------ | ---------- | ----------- | ------- | ------ |
| 1. Platz            |        |        |            |             |         |        |
| 2. Platz            |        |        |            |             |         |        |
| 3. Platz            |        |        |            |             |         |        |
| Top 10              |        | 1      |            |             | 7       | 8      |
| Punkteränge         | 5      | 11     | 6          | 1           | 30      | 53     |
| Starts              | 19     | 51     | 19         | 1           | 30      | 120    |
| Stand: Karriereende |        |        |            |             |         |        |